# Alicia Blagg
Alicia Jane Blagg (Wakefield, 21 de octubre de 1996) es una deportista británica que compite en saltos de trampolín.
Ganó tres medallas en el Campeonato Europeo de Natación entre los años 2013 y 2018. Participó en dos Juegos Olímpicos de Verano, ocupando el séptimo lugar en Londres 2012 y el sexto en Río de Janeiro 2016, en la prueba de trampolín sincronizado.

## Palmarés internacional
| Campeonato Europeo | Campeonato Europeo    | Campeonato Europeo | Campeonato Europeo   |
| Año                | Lugar                 | Medalla            | Prueba               |
| ------------------ | --------------------- | ------------------ | -------------------- |
| 2013               | Rostock (Alemania)    | Medalla de bronce  | Trampolín 3 m sincro |
| 2016               | Londres (Reino Unido) | Medalla de plata   | Trampolín 3 m sincro |
| 2018               | Glasgow (Reino Unido) | Medalla de plata   | Trampolín 3 m        |